# Václav Albín z Helfenburka
Václav Albín z Helfenburka, také Václav Bílek (okolo 1500 asi v Třeboni – 15. prosince 1577 Kájov, Malotín) byl rožmberský kancléř, znalec zemského práva a první známý archivář rožmberského listinného fondu. Jako kancléř byl pověřován i vyšetřováním těžkých kriminálních deliktů.

## Život
Narodil se jako syn rožmberského poddaného. Měl univerzitní vzdělání. Po absolvování univerzity pracoval v rožmberské kanceláři (první záznam je z roku 1522). V roce 1539 byl jmenován rožmberským kancléřem. V roce 1544 zpracoval rožmberský archivní inventář. V roce 1559 byl on a jeho synové Tomáš a Jan přijat do šlechtického stavu.
Byl podílníkem těžební činnosti na rožmberském panství. Vlastnil dům na českokrumlovském rynku (náměstí č.p. 4), dům v českokrumlovské části zvané Horní Brána (dům Rooseveltova č.p. 28), dvůr Vlaštovičník a další drobné nemovitosti.

### Potomci
- Tomáš Albín z Helfenburka, syn, rožmberský úředník a českokrumlovský měšťan, měl pět dětí, poté, co se stal vdovcem, vstoupil do kněžského stavu, stal se kanovníkem; umřel jako biskup olomoucký[6]
- Jan Albín z Helfenburka, syn
- Žofie Albínka z Helfenburku, vnučka (dcera Tomáše Albína), abatyše kláštera svatého Jiří v Praze